# موسى كاظم الحسيني
موسى كاظم الحسيني (1853 - 1934). أحد الشخصيات الفلسطينية البارزة في النصف الأول من القرن العشرين، رئيس اللجنة التنفيذية العربية في المؤتمر العربي الفلسطيني الثالث عام 1920توفي في يافا في 26 اذار 1934
ودفن بباب الحديد غربي الحرم القدسي.

## مسيرته
- درس في إسطنبول بتركيا، والتحق بالإدارة العثمانية التي عينته قائما على صفد وعجلون.
- تم تعيينه متصرفاً مسؤولاً في الأناضول وشرقي الأردن ونجد وعسير.
- تولى عام 1918 رئاسة بلدية القدس.
- قاد مظاهرات عام 1920 منددة بقيام بريطانيا بفصل فلسطين عن سوريا ومحاربة الهجرة اليهودية، وبسبب ذلك أقاله الحاكم البريطاني من منصبه وعين راغب النشاشيبي مكانه.
- انتخبه المؤتمر العربي الفلسطيني الثالث عام 1920 رئيساً للجنة التنفيذية العربية، وظل يشغل هذا المنصب حتى وفاته.

## عائلته
والده سليم الحسيني، وشقيقه حسين الحسيني اللذان توليا بدورهما رئاسة بلدية القدس، وموسى كاظم الحسيني هو والد عبد القادر الحسيني. ترأست زوجته مؤتمر السيدات العربيات الفلسطينيات 1929.

## في السياسية
بينما كان موسى كاظم رئيسًا لبلدية القدس، أخذ على عاتقه قيادة التحركات الفلسطينية من أجل إفشال مخططات الإنجليز في إنشاء وطن قومي لليهود في فلسطين. وكان واضحًا وصريحًا بأنه لا ينزع إلى العنف والمقاومة المسلحة، بل كان يحب أن يستثمر علاقاته الجيدة مع حكومة الانتداب في سبيل ثنيها عن توجهاتها المحابية لليهود. وأراد أن يوصل فكرة أنه لا يجوز توطين شعب على حساب شعب موجود أصلا على الأرض، ورفض رفضًا قاطعا استخدام اللغة العبرية في الأوراق الرسمية لبلدية القدس، واستمر رئيسًا للبلدية حتى عام 1920 عندما أقالته سلطات الانتداب البريطاني، بحجة تحريضه على انتفاضة النبي موسى في نيسان/أبريل من العام نفسه، ولعدم ارتياحها لتوجهاته الوطنية والقومية.

## ختام حياته
لمّا بلغ الصراع أشده في أوائل الثلاثينيات واستعدَّ الفلسطينيون لإطلاق ثورتهم الكبرى، كان عبد القادر يحث أباه المسنّ على الانخراط أكثر في الاحتجاجات والمظاهرات، وفي أكتوبر عام 1933، عندما اندلعت مظاهرة كبيرة في يافا، كان الشيخ يومها في المدينة، وكان يعاني من أمراض الشيخوخة، فأراد أن يعتذر عن الخروج، فذهب إليه ابنه عبد القادر يستحثه على الخروج، وخرج الشيخ في هذه المظاهرة التي تصدى لها جنود الانتداب بكل عنف ووحشية، فانهالوا على الشيخ بهراواتهم وأعقاب بنادقهم حتى أوقعوه أرضًا، فعاد إلى بيته جريحًا يعاني من إصابات بليغة، ولم يمكث بعدها سوى أربعة أشهر، فقضى بعدها شهيدًا في مارس/آذار من عام 1934، وكانت وصيته لعبد القادر وهو على فراش الموت: «يا بني، فلسطين أمانة في عنقك». ولدى سماع خبر وفاته عمَّ الحزن أرجاء البلاد وخرجت فلسطين كلها تودعه، ودفن بجوار المسجد الأقصى، وقام الشاعر المهجر إيليا أبو ماضي برثائه من أمريكا بقصيدة، قال في بعض أبياتها: «إن المصائب بالكبار كبارُ».